# Kunisada Chūji
Kunisada Chūji est un nom japonais traditionnel ; le nom de famille (ou le nom d'école), Kunisada, précède donc le prénom (ou le nom d'artiste).
Kunisada Chūji (国定 忠治), né en 1810 et décédé 22 janvier 1851, est un bakuto de l'époque d'Edo (1603-1868), bienfaiteur d'un village du Japon féodal, affecté par la famine.

## Dans la culture populaire
Chūji figure sur un timbre postal émis en 1999.